# Spelaeomys florensis
Spelaeomys florensis (Hooijer, 1957) è un roditore della famiglia dei Muridi vissuto sull'isola di Flores.

## Descrizione
Roditore di grandi dimensioni presumibilmente simile a Lenomys meyeri o ai membri del genere Mallomys. Si caratterizzava dai numerosi tubercoli e pieghe presenti sulla superficie occlusiva dei molari.

## Distribuzione e habitat
Questa specie è conosciuta soltanto attraverso delle arcate mandibolari ed alcuni denti masticatori rinvenuti in una grotta nella parte occidentale dell'isola di Flores, in Indonesia e risalenti a circa 3.000-4.000 anni fa.

## Biologia

### Comportamento
Si trattava probabilmente di una specie arboricola.

### Alimentazione
Le caratteristiche dentarie fanno presumere che si nutrisse di frutta e foglie.

## Conservazione
La IUCN Red List classifica S.florensis come specie estinta (EX). È possibile che possa essere sopravvissuta fino ai nostri giorni all'interno di macchie di foresta pluviale sempreverde sull'isola di Flores o su altre isole vicine.